# Mikko Oinonen
Mikko Oskar Oinonen le 30 juin 1883 à Joutseno – mort le 30 décembre 1956 à Helsinki) est un artiste peintre finlandais.

## Biographie
En 1903, il étudie à l'école supérieure Aalto d'art, de design et d'architecture d'Helsinki, en 1905-1907 à l'École de dessin de l'association des arts, puis en 1908-1910 à l'Académie Julian de Paris.
Il adhère au groupe Septem après sa rencontre avec Magnus Enckell en 1914.
En 1930-1936, Mikko Oinonen enseigne à l' École de dessin de l'association des arts et à l'école supérieure Aalto d'art, de design et d'architecture d'Helsinki puis en 1937-1938 à l'école libre d'art.

## Œuvres
- Alaston, 1912
- Maisema Meilahdesta, 1914
- Sääksmäen kirkko, 1928
- Rantamaisema, 1936
- Koskipuro 1954, Postisäästöpankki, Helsinki
- Porvoon kirkko joelta katsottuna, n. 1910

## Prix et récompenses
- titre de professeur, 1953